# Equipo de fútbol americano Washington Huskies de 1992
El equipo de fútbol americano Washington Huskies de 1992 fue un equipo de fútbol americano que representó a la Universidad de Washington durante la temporada de fútbol americano de la División IA de la NCAA de 1992. En su decimoctava y última temporada bajo la dirección del entrenador Don James, los Huskies, en su momento campeones nacionales, ganaron sus primeros ocho juegos y se llevaron el título de la Conferencia Pacífico-10 por tercera vez consecutiva.
Mientras intentaban ganar su tercer Rose Bowl consecutivo, los Huskies perdieron ante los Michigan Wolverines por siete puntos, terminando con un récord de 9-3. Washington superó a sus oponentes 337 a 186.
Dave Hoffman fue nombrado el jugador más valioso del equipo. Hoffman, Mark Brunell, Lincoln Kennedy y Shane Pahukoa fueron los capitanes.

## Cronograma
| Fecha | Hora       | Oponente                | Posición | Lugar                                    | TV    | Resultado | Concurrencia |
| --- | ---------- | ----------------------- | -------- | ---------------------------------------- | ----- | --------- | ------------ |
| 5 de septiembre | 7:30 p.m.  | Arizona State           | No. 2    | Estadio Sun Devil - Tempe, AZ            | Prime | W 31-7    | 53.782       |
| 12 de septiembre | 12:30 p.m. | Wisconsin*              | No. 2    | Estadio Husky - Seattle, WA              |       | W 27-10   | 72.800       |
| 19 de septiembre | 6:45 p.m.  | No. 12 Nebraska*        | No. 2    | Estadio Husky - Seattle, WA              | ESPN  | W 29-14   | 73.333       |
| 3 de octubre | 12:30 p.m. | No. 20 USC              | No. 1    | Estadio Husky - Seattle, WA              | ABC   | W 17-10   | 73.275       |
| 10 de octubre | 12:30 p.m. | No. 24 California       | No. 1    | Estadio Husky - Seattle, WA              | ABC   | W 35-16   | 73.504       |
| 17 de octubre | 1:00 p.m.  | Oregon                  | No. 1    | Estadio Autzen - Eugene, OR (rivalidad)  |       | W 24-3    | 47.612       |
| 24 de octubre | 12:30 p.m. | Pacific*                | No. 1    | Estadio Husky - Seattle, WA              |       | W 31-7    | 70.618       |
| 31 de octubre | 12:30 p.m. | No. 15 Stanford         | No. 2    | Estadio Husky - Seattle, WA              | ABC   | W 41-7    | 70.821       |
| 7 de noviembre | 12:30 p.m. | No. 12 Arizona          | No. 1    | Estadio Arizona - Tucson, AZ             | ABC   | L 3-16    | 58.510       |
| 14 de noviembre | 12:30 p.m. | Oregon State            | No. 6    | Estadio Husky - Seattle, WA              |       | W 45-16   | 70.419       |
| 21 de noviembre | 12:30 p.m. | No. 25 Washington State | No. 5    | Estadio Martin - Pullman, WA (Apple Cup) | ABC   | L 23-42   | 37.600       |
| 1 de enero (1993) | 1:45 p.m.  | No. 7 Michigan*         | No. 9    | Estadio Rose Bowl - Pasadena, CA         | ABC   | L 31-38   | 94.236       |
| *Juego fuera de conferencia · Posiciones de AP Poll publicadas antes de los partidos · Todos los horarios siguen el huso horario del Pacífico |            |                         |          |                                          |       |           |              |

## Resúmenes de partidos

### Nebraska
|                    | 1 | 2  | 3 | 4 | Total |
| ------------------ | - | -- | - | - | ----- |
| No. 12 Cornhuskers | 0 | 7  | 7 | 0 | 14    |
| No. 2 Huskies      | 2 | 21 | 3 | 3 | 29    |

El partido contra Nebraska el 19 de septiembre fue el primer juego nocturno en el Estadio Husky y la decimoséptima victoria consecutiva de Washington. Durante el partido, ESPN midió el nivel de sonido como de 130 decibelios, muy por encima del umbral del dolor. El máximo registrado esa noche, de 133.6 decibelios, es el más alto jamás registrado en un estadio de fútbol americano universitario.

### Michigan (Rose Bowl)
|                  | 1  | 2  | 3  | 4 | Total |
| ---------------- | -- | -- | -- | - | ----- |
| No. 7 Wolverines | 10 | 7  | 14 | 7 | 38    |
| No. 9 Huskies    | 7  | 14 | 10 | 0 | 31    |

## Jugadores seleccionados en el draft de la NFL
Los siguientes jugadores de Washington fueron seleccionados en el draft de la NFL de 1993:
| Jugador          | Posición             | Ronda | Selección | Equipo de la NFL    |
| Lincoln Kennedy  | OT (tackle ofensivo) | 1     | 9         | Atlanta Falcons     |
| Billy Joe Hobert | Mariscal de campo    | 3     | 58        | Los Angeles Raiders |
| Jaime Fields     | LB (apoyador)        | 4     | 103       | Kansas City Chiefs  |
| Mark Brunell     | Mariscal de campo    | 5     | 118       | Green Bay Packers   |
| Dave Hoffmann    | LB                   | 6     | 146       | Chicago Bears       |
| Darius Turner    | FB (fullback)        | 6     | 159       | Kansas City Chiefs  |

- Este draft fue de ocho rondas, con 224 selecciones.

Fuente: 